# Šarišská Trstená
Šarišská Trstená (węg. Nádfő) – wieś (obec) na Słowacji położona w kraju preszowskim, w powiecie Preszów. Pierwsza pisemna wzmianka o miejscowości pochodzi z roku 1345.